# Shalom Tomáš Neuman
Shalom Tomáš Neuman (Praga, 27 luglio 1947) è un artista statunitense di origine ceca, fondatore di musei e forza trainante dietro il concetto di "fusionismo" delle arti visive..

## Biografia
Neuman è nato in una famiglia ebrea a Praga in quella che allora era la Cecoslovacchia. Sotto i nazisti gran parte della sua famiglia fu uccisa e poi durante l'era della cortina di ferro che seguì a molti dei restanti membri del suo clan fu data la scelta tra la Siberia o la morte. Successivamente, Neuman insieme alla sua famiglia si trasferì in Israele. All'età di 12 anni Neuman emigrò negli Stati Uniti con la sua famiglia. Neumann ha studiato alla Tyler School of Art di Filadelfia prima di ottenere due BFA e MFA presso la Carnegie Mellon University in scultura e pittura.
Neuman ha insegnato alla Cooper Union e alla Parsons School of Design ed è stato visiting lecturer alla School of Visual Arts, al Pratt Institute e alla Yale University.
Neuman è un membro della Rivington School] Neuman ha ricevuto nel 2013 il Premio Galileo Giglio d'Oro per l'arte, in occasione della quale lui prodotto un evento sul Fusionismo al Teatro della Pergola di Firenze. Neuman è strettamente associato al collettivo letterario di New York City The Unbearables.
Da agosto a novembre 2011 il suo lavoro è stato oggetto della mostra "The Fusion Art of Shalom Neuman" alla Galleria Nazionale di Praga.
Sua moglie Karen è professoressa d'arte al Fashion Institute of Technology.

## Opera
Neuman è rappresentato dalla galleria Van Der Plas a New York City. Il lavoro di Neuman è stato scritto da critici come Donald Kuspit, e Robert C. Morgan che ha descritto il lavoro di Neuman come "Umanesimo in esilio". Il suo lavoro è conservato nella collezione permanente della Galleria Nazionale di Praga, del Museo Ebraico di Praga, del Museo Kampa di Praga, nonché dell'Ellis Island Museum e del Museo di Arte Moderna, entrambi a New York City. Il libro Fusionarts di Neuman si trova nella biblioteca del Museum of Modern Art di New York City. Neuman ha e ha lavorato nelle collezioni di Elaine de Kooning, Enrico Baj, Chemical Bank, Paolo Martini e Ivan Karp, tra gli altri.

## Musei
Qualche tempo dopo essersi trasferito a New York City, Neuman acquistò un edificio abbandonato in Stanton Street a Manhattan per $ 100.000. Qui Neuman fondò il museo FusionArts nel Lower East Side di New York City e successivamente in altre due località; Praga, Repubblica Ceca e Easton, Pennsylvania.